# Oczobarwnica większa
Oczobarwnica większa (Erythromma najas) – gatunek ważki z rodziny łątkowatych (Coenagrionidae). Występuje w Europie i Azji. Na terenie Polski jest gatunkiem pospolitym. Zasiedla wody stojące.
Długość ciała 38 mm, rozpiętość skrzydeł 48 mm. Osobniki dorosłe (imagines) latają od maja do sierpnia. Samce mają czerwone oczy. Bardzo podobnym, lecz mniejszym gatunkiem jest oczobarwnica mniejsza (Erythromma viridulum).

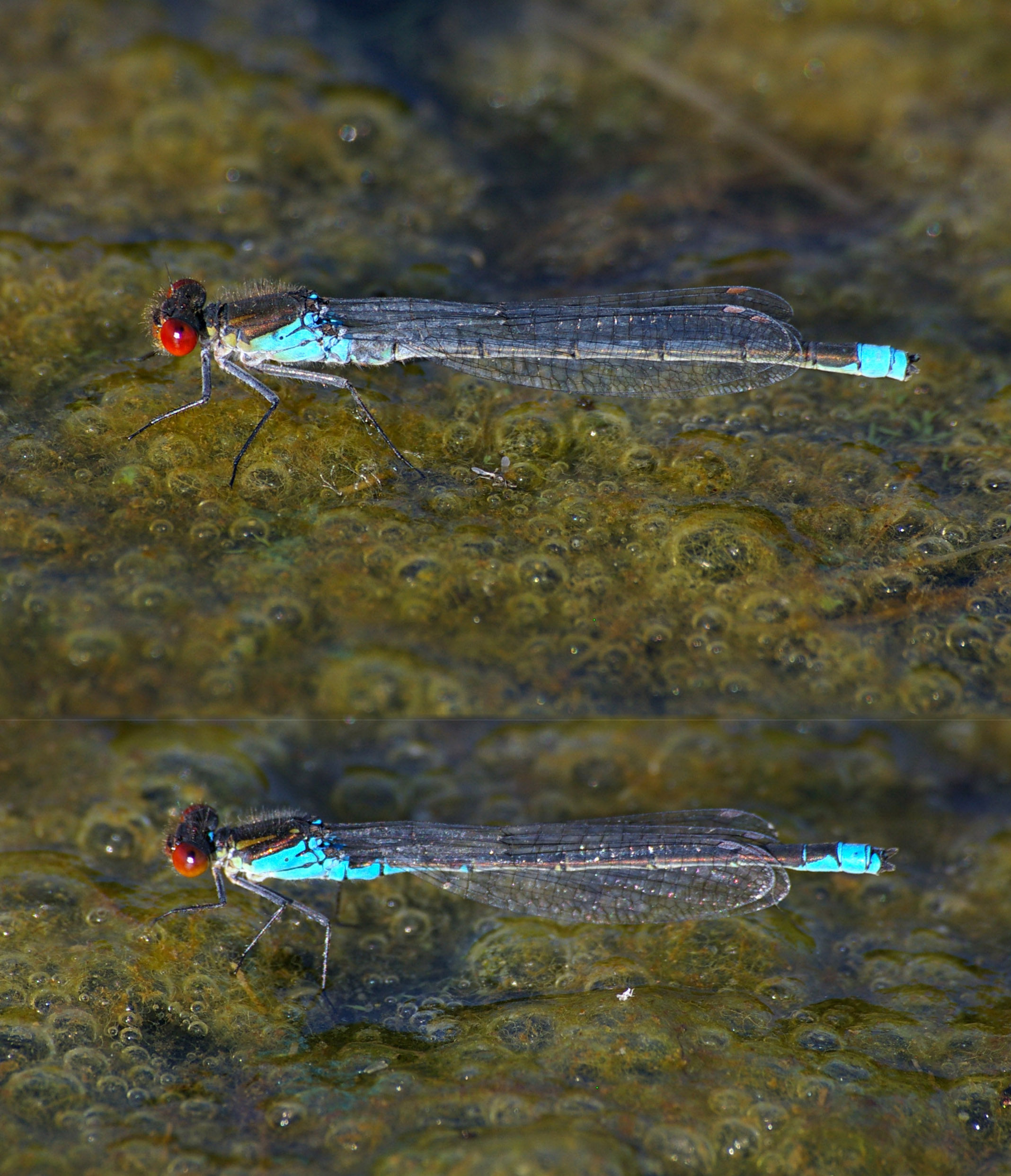
Porównanie samców oczobarwnicy większej (Erythromma najas) – u góry
i mniejszej (Erythromma viridulum) – u dołu. Różnice widoczne są w ubarwieniu 8. segmentu